# Aries Merritt
Aries Merritt (* 24. července 1985, Chicago) je americký atlet, sprinter, který se věnuje krátkým překážkovým běhům. Od roku 2012 je světovým rekordmanem v běhu na 110 metrů překážek časem 12,80 s.
V roce 2004 se stal v italském Grossetu juniorským mistrem světa v běhu na 110 metrů překážek. Na velký šampionát se poprvé z americké kvalifikace probojoval v roce 2009, kdy se konalo MS v atletice v Berlíně. Zde však ve třetím rozběhu doběhl v čase 13,70 s na čtvrtém místě a do semifinále nepostoupil. O dva roky později na světovém šampionátu v jihokorejském Tegu postoupil až do finále, kde po dodatečné diskvalifikaci Kubánce Dayrona Roblese obsadil 5. místo (13,67 s). Na závěrečném mítinku Diamantové ligy v Bruselu v roce 2012 zaběhl nový světový rekord na 110 metrů překážek časem 12,80 s.
Jeden ze svých největších úspěchů zaznamenal v roce 2012 v Istanbulu, kde vybojoval titul halového mistra světa v běhu na 60 metrů překážek. Ve finále časem 7,44 s zaostal jen jednu setinu za svým osobním rekordem z téhož roku a o pět setin porazil olympijského vítěze, Číňana Lioua Sianga.

## Osobní rekordy
Dráha
- Běh na 110 metrů překážek – 12,80 s 7. září 2012, Brusel  (Současný světový rekord)

Hala
- Běh na 60 metrů překážek – 7,43 s – 26. února 2012, Albuquerque